# 김란숙
김란숙(1967년 6월 30일~)은 대한민국의 양궁 선수이다. 2012년 제14회 런던 패럴림픽 대회 양궁 여자 단체전 금메달 및 2010년 제10회 광저우 아시안패러게임 양궁 여자 리커브 은메달, 2010년 제10회 광저우 아시안패러게임 양궁 여자 리커브 단체전 금메달을 획득했다.